# تپه اطراف شهر سوخته ۲۷۱
تپه اطراف شهر سوخته شماره ۲۷۱ مربوط به هزاره سوم قبل از میلاد است و در شهرستان زابل، بخش شیب آب، دهستان لوتک، روستای حومه شهر سوخته، ۱۷/۱ کیلومتری جنوب غربی پایگاه شهر سوخته واقع شده و این اثر در تاریخ ۲۸ اسفند ۱۳۸۵ با شمارهٔ ثبت ۱۸۹۹۳ به‌عنوان یکی از آثار ملی ایران به ثبت رسیده است.